# Pavel von Benckendorff
Paul Leopold Johann Stephan von Benckendorff (in russo Павел Константинович Бенкендорф?, Pavel Konstantinovič Benkendorf; Berlino, 29 marzo 1853 – Narva, 28 gennaio 1921) è stato un militare tedesco naturalizzato russo.
Ufficiale di cavalleria, partecipò alla Guerra russo-turca (1877-1878) e prese la città armena di Kars. Già aiutante di campo di Alessandro II di Russia, nel 1914 fu nominato gran maresciallo di corte. Dopo la Rivoluzione di febbraio, Benckendorff fu imprigionato fino al 1917, per poi essere rilasciato per ordine di Kerenskij. Era padre adottivo del principe Vasilij Aleksandrovič Dolgorukov che morì invece fucilato durante la rivoluzione.

## Biografia
Paul von Benckendorff era figlio del conte Constantin von Benckendorff, primo ministro del Regno del Württemberg, e di sua moglie, la principessa Jeanne-Louise de Croÿ. 
Compì i propri studi a Parigi dove sua madre si era stabilita dopo la morte del marito, studiando poi presso il corpo dei paggi della corte di San Pietroburgo e venendo inserito nel prestigioso reggimento della cavalleria della guardia. Prese parte alla guerra russo-turca del 1877-1878 e combatté sul fronte del Caucaso, distinguendosi in particolar modo a Kars. Dopo la guerra, entrò al servizio della corte imperiale. Fu nominato aiutante generale dello zar nel 1905 e promosso al rango di generale di cavalleria nel 1912.
Il conte von Benckendorff si trovava al Palazzo di Alessandro con la zarina e coi suoi figli quando scoppiò la rivoluzione di febbraio nel 1917. Assieme a Nicola II ed alla sua famiglia, venne tenuto prigioniero nel palazzo e venne poi separato dalla stessa famiglia imperiale. Liberato nel 1919, ricevette il permesso di possedere un passaporto ed il diritto di emigrare nel 1921. In pieno inverno, decise di fuggire in Estonia, ma si ammalò poco prima del confine e morì nel'ospedale di Narva.

## Ascendenza
|                                              |                                                          |                                                          | Genitori                                              |  |  | Nonni |  |  | Bisnonni                         |  |  | Trisnonni                 |  |
|                                              |                                                          |                                                          |                                                       |  |  |       |  |  | Christopher Ivanovič Benkendorff |  |  | Ivan Ivanovič Benkendorff |  |
|                                              |                                                          |                                                          |                                                       |  |  |       |  |  | Christopher Ivanovič Benkendorff |  |  | Ivan Ivanovič Benkendorff |  |
|                                              |                                                          | Sophia Elizabeth von Löwenstern                          |                                                       |  |  |       |  |  | Christopher Ivanovič Benkendorff |  |  |                           |  |
| Konstantin Christoforovič Benkendorff        |                                                          |                                                          |                                                       |  |  |       |  |  | Christopher Ivanovič Benkendorff |  |  |                           |  |
|                                              |                                                          | Anna Julianne Schelling von Kanstadt                     | Carl Friedrich Schilling von Canstatt                 |  |  |       |  |  |                                  |  |  |                           |  |
|                                              |                                                          | Anna Julianne Schelling von Kanstadt                     | Carl Friedrich Schilling von Canstatt                 |  |  |       |  |  |                                  |  |  |                           |  |
|                                              |                                                          | Anna Julianne Schelling von Kanstadt                     | Regina Luisa von Bernerdin zum Pernthurn              |  |  |       |  |  |                                  |  |  |                           |  |
| Konstantin Konstantinovič Benckendorff       |                                                          | Anna Julianne Schelling von Kanstadt                     |                                                       |  |  |       |  |  |                                  |  |  |                           |  |
|                                              |                                                          | Maksim Maksimovič Alopeus                                | Maunu Alopeus                                         |  |  |       |  |  |                                  |  |  |                           |  |
|                                              |                                                          | Maksim Maksimovič Alopeus                                | Maunu Alopeus                                         |  |  |       |  |  |                                  |  |  |                           |  |
|                                              |                                                          | Maksim Maksimovič Alopeus                                | Marie Kristiina                                       |  |  |       |  |  |                                  |  |  |                           |  |
| Natalya Maksimovna Alopeus                   |                                                          | Maksim Maksimovič Alopeus                                |                                                       |  |  |       |  |  |                                  |  |  |                           |  |
|                                              |                                                          | Johanna Hedvig Sophie Luise von Quast                    | Johann Adolf Friedrich von Quast                      |  |  |       |  |  |                                  |  |  |                           |  |
|                                              |                                                          | Johanna Hedvig Sophie Luise von Quast                    | Johann Adolf Friedrich von Quast                      |  |  |       |  |  |                                  |  |  |                           |  |
|                                              |                                                          | Johanna Hedvig Sophie Luise von Quast                    | Johanna Elisabeth von Diest                           |  |  |       |  |  |                                  |  |  |                           |  |
| Pavel Konstantinovič Benkendorff             |                                                          | Johanna Hedvig Sophie Luise von Quast                    |                                                       |  |  |       |  |  |                                  |  |  |                           |  |
|                                              | Auguste-Louis-Philippe-Emmanuel de Croÿ, IX duca di Croÿ | Anne-Emmanuel de Croÿ, VIII duca di Croÿ                 |                                                       |  |  |       |  |  |                                  |  |  |                           |  |
|                                              | Auguste-Louis-Philippe-Emmanuel de Croÿ, IX duca di Croÿ | Anne-Emmanuel de Croÿ, VIII duca di Croÿ                 |                                                       |  |  |       |  |  |                                  |  |  |                           |  |
|                                              | Auguste-Louis-Philippe-Emmanuel de Croÿ, IX duca di Croÿ | Auguste Friederike zu Salm-Kyrburg                       |                                                       |  |  |       |  |  |                                  |  |  |                           |  |
| Philippe-François-Bernard-Victurnien de Croÿ | Auguste-Louis-Philippe-Emmanuel de Croÿ, IX duca di Croÿ |                                                          |                                                       |  |  |       |  |  |                                  |  |  |                           |  |
|                                              |                                                          | Anne-Victurnienne-Henriette de Rochechouart de Mortemart | Victurnien-Jean-Baptiste de Rochechouart de Mortemart |  |  |       |  |  |                                  |  |  |                           |  |
|                                              |                                                          | Anne-Victurnienne-Henriette de Rochechouart de Mortemart | Victurnien-Jean-Baptiste de Rochechouart de Mortemart |  |  |       |  |  |                                  |  |  |                           |  |
|                                              |                                                          | Anne-Victurnienne-Henriette de Rochechouart de Mortemart | Anne-Catherine-Gabrielle d'Harcourt                   |  |  |       |  |  |                                  |  |  |                           |  |
| Louise de Croÿ                               |                                                          | Anne-Victurnienne-Henriette de Rochechouart de Mortemart |                                                       |  |  |       |  |  |                                  |  |  |                           |  |
|                                              |                                                          | Konstantin zu Salm-Salm                                  | Maximilian zu Salm-Salm                               |  |  |       |  |  |                                  |  |  |                           |  |
|                                              |                                                          | Konstantin zu Salm-Salm                                  | Maximilian zu Salm-Salm                               |  |  |       |  |  |                                  |  |  |                           |  |
|                                              |                                                          | Konstantin zu Salm-Salm                                  | Ludovika von Hesse-Rheinfels-Rotenburg                |  |  |       |  |  |                                  |  |  |                           |  |
| Johanna Wilhelmine Auguste zu Salm-Salm      |                                                          | Konstantin zu Salm-Salm                                  |                                                       |  |  |       |  |  |                                  |  |  |                           |  |
|                                              |                                                          | Maria Walburga von Sternberg-Manderscheid                | Franz Christian von Sternberg-Manderscheid            |  |  |       |  |  |                                  |  |  |                           |  |
|                                              |                                                          | Maria Walburga von Sternberg-Manderscheid                | Franz Christian von Sternberg-Manderscheid            |  |  |       |  |  |                                  |  |  |                           |  |
|                                              |                                                          | Maria Walburga von Sternberg-Manderscheid                | Augusta Leopoldine von Manderscheid-Blankenheim       |  |  |       |  |  |                                  |  |  |                           |  |
|                                              |                                                          | Maria Walburga von Sternberg-Manderscheid                |                                                       |  |  |       |  |  |                                  |  |  |                           |  |